# Puerres
Puerres là một khu tự quản thuộc tỉnh Nariño, Colombia. Thủ phủ của khu tự quản Puerres đóng tại Puerres Khu tự quản Puerres có diện tích 475 ki lô mét vuông. Đến thời điểm ngày 28 tháng 5 năm 2005, khu tự quản Puerres có dân số 10104 người.